# 962 (szám)
A 962 (római számmal: CMLXII) egy természetes szám, szfenikus szám, a 2, a 13 és a 37 szorzata.

## A szám a matematikában
A tízes számrendszerbeli 962-es a kettes számrendszerben 1111000010, a nyolcas számrendszerben 1702, a tizenhatos számrendszerben 3C2 alakban írható fel.
A 962 páros szám, összetett szám, azon belül szfenikus szám, kanonikus alakban a 21 · 131 · 371 szorzattal, normálalakban a 9,62 · 102 szorzattal írható fel. Nyolc osztója van a természetes számok halmazán, ezek növekvő sorrendben: 1, 2, 13, 26, 37, 74, 481 és 962.
A 962 négyzete 925 444, köbe 890 277 128, négyzetgyöke 31,01612, köbgyöke 9,87169, reciproka 0,0010395. A 962 egység sugarú kör kerülete 6044,42427 egység, területe 2 907 368,072 területegység; a 962 egység sugarú gömb térfogata 3 729 184 113,3 térfogategység.